# Гебхард I фон Дисен
Гебхард I фон Дисен (на немски: Gebhard I von Diessen; Gebhard I von Wasserburg; на латински: Gebehart comes de Dizzen; Gebehardus Hallensis comes; † 3 октомври 1102) от Андекската династия, е граф на Дисен (1095 – 1102), халграф (солница) в Райхенхал. Той основава рода на графовете фон Васербург.

## Биография
Той е най-големият син на граф Арнулф фон Дисен († 1098) и съпругата му Гизела фон Швайнфурт († 1100), наследничка на териториите около Кулмбах и Пласенбург, дъщеря на херцог Ото III от Швабия († 1057) и Ирмингард (Имила) († 1077/1078) от род Ардуини, дъщеря на Оделрик Манфред II, маркграф на Торино. Брат е на Бертхолд II фон Андекс († 1151), граф на Андекс (1106 – 1113), ок. 1125 граф на Дисен, основател на манастир Дисен. Сестра му Аделхайд фон Дисен († 1145/1163) е омъжена за граф Зигфрид I фон Лебенау († 1130/1132).
Гебхард I последва баща си ок. 1095 г. Той наследява земи в малък размер на Амерзе, главната собственост на Ин с тамошното халграфство. Той става прародител на по-късните графове на Васербург, странична линия на Андекската династия, която измира едва през втората половина на 13 век и от дълго няма тесни връзки с роднините им в Западна Бавария.
Умира на 3 октомври 1102 г. след участието в кръстоносен поход на херцог Велф I от Бавария († 9 ноември 1101). Вдовицата му Рихарда фон Спонхайм дава със синът им Енгелберт фон Васербург една мелница в Клетхам (Алтенердинг/Ердинг) на манастир Еберсберг.

## Фамилия
Гебхард I фон Дисен се жени сл. 1098 г. или малко преди 1100/сл. 1101 г. за графиня Рихарда фон Спонхайм († ок. 10 април 1130), вдовица на Бертхолд I фон Шварценбург († 1090) и граф Попо II († 1098), маркграф на Крайна и Марка Истрия, дъщеря на Енгелберт I фон Спанхайм († 1096), граф в Каринтия, маркграф на Марка Истрия, и съпругата му Хадвиг Билунг Саксонска († 1112), дъщеря на херцог Бернхард II от Саксония († 1059) и на Еилика († 1056) от род Швайнфурти. Те имат един син:
- Енгелберт фон Васербург (* ок. 1100; † 20 септември 1161), халграф в Райхенхал, граф на Ател, Линтбург и Васербург, женен I. за Аделхайд, II. ок. 1120 г. за Хедвиг фон Формбах-Фихтенщайн († 4 февруари 1170)